# Aziatische Spelen 1951
De eerste Aziatische Spelen werden gehouden van 4 tot 11 maart 1951 in het Indiase New Delhi.
De officiële opening werd verricht door president Rajendra Prasad.

## Sporten
- Atletiek
- Basketbal
- Wielersport
- Voetbal
- Zwemmen
- Gewichtheffen

## Medaillespiegel

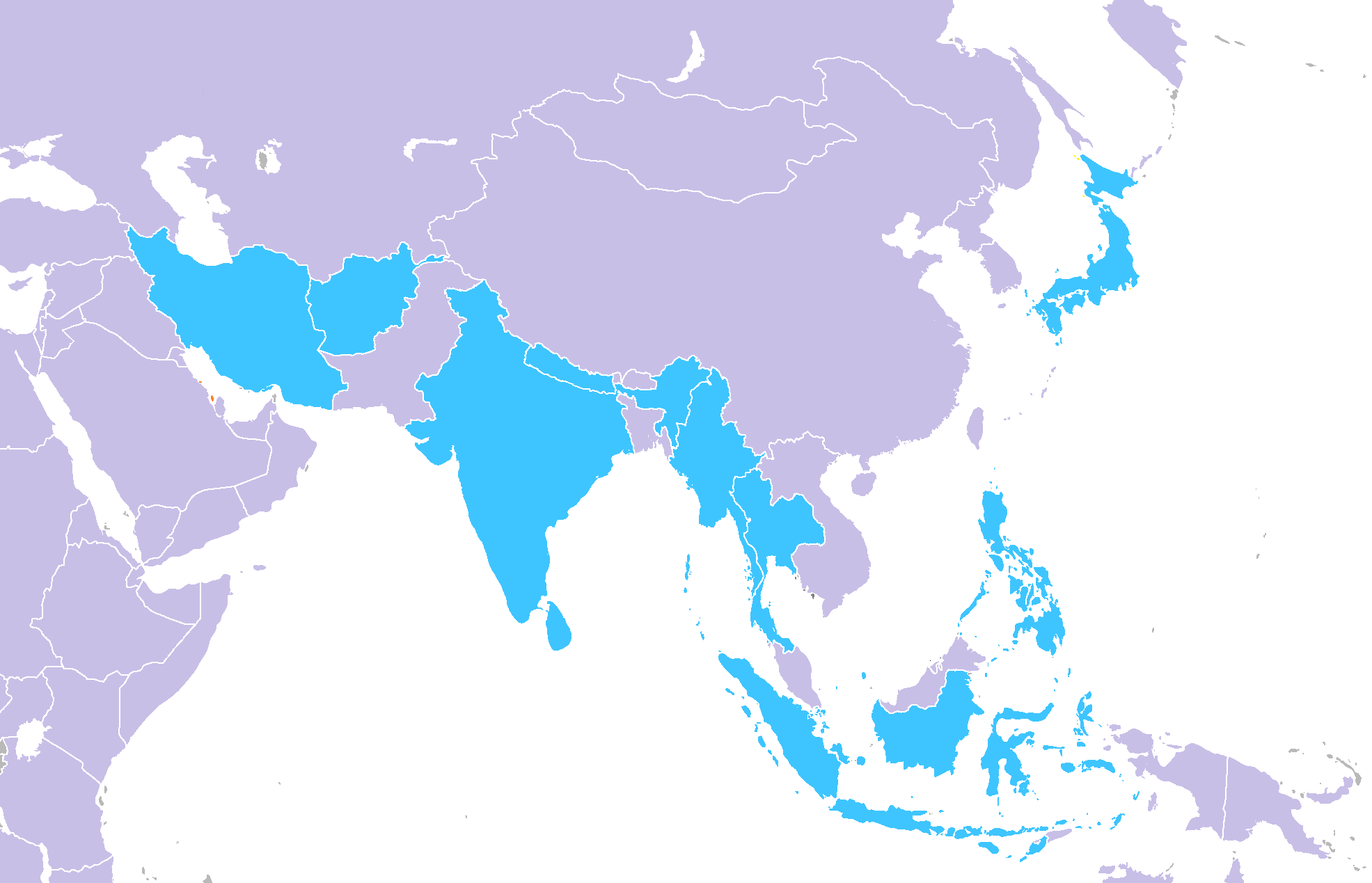
Deelnemende landen (blauw)

Nepal,  Thailand en  Afghanistan behaalden geen medailles.
| Medaillespiegel Aziatische Spelen 1951 | Medaillespiegel Aziatische Spelen 1951 | Medaillespiegel Aziatische Spelen 1951 | Medaillespiegel Aziatische Spelen 1951 | Medaillespiegel Aziatische Spelen 1951 | Medaillespiegel Aziatische Spelen 1951 |
| -------------------------------------- | -------------------------------------- | -------------------------------------- | -------------------------------------- | -------------------------------------- | -------------------------------------- |
| Plaats                                 | Land                                   | Goud                                   | Zilver                                 | Brons                                  | Totaal                                 |
| 1                                      | Japan                                  | 24                                     | 21                                     | 15                                     | 60                                     |
| 2                                      | India                                  | 15                                     | 16                                     | 20                                     | 51                                     |
| 3                                      | Iran                                   | 8                                      | 6                                      | 2                                      | 16                                     |
| 4                                      | Filipijnen                             | 5                                      | 6                                      | 8                                      | 19                                     |
| 5                                      | Singapore                              | 5                                      | 7                                      | 2                                      | 14                                     |
| 6                                      | Ceylon                                 | 0                                      | 1                                      | 0                                      | 1                                      |
| 7                                      | Indonesië                              | 0                                      | 0                                      | 5                                      | 5                                      |
| 8                                      | Birma                                  | 0                                      | 0                                      | 3                                      | 3                                      |
|                                        | TOTAAL                                 | 57                                     | 57                                     | 55                                     | 169                                    |

1951 ·
1954 ·
1958 ·
1962 ·
1966 ·
1970 ·
1974 ·
1978 ·
1982 · 
1986 · 
1990 · 
1994 · 
1998 · 
2002 · 
2006 · 
2010 · 
2014 · 
2018 · 
2022